# Леер

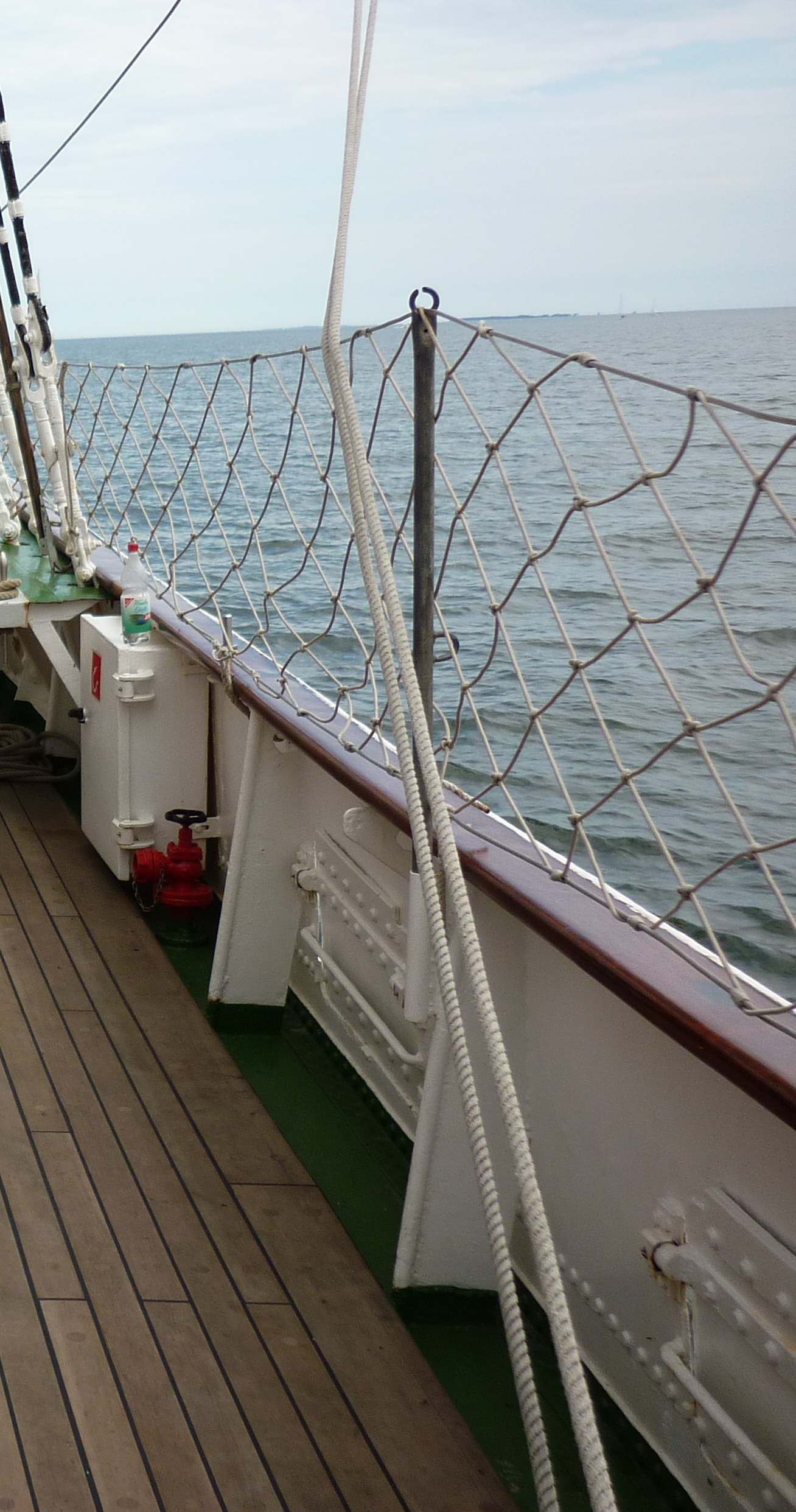
Леерное устройство бригантины. Установлено на фальшборте для дополнительной защиты пассажиров судна от падения за борт

Ле́ер (от нидерл. leier, от leiden — «вести́») — туго натянутый трос, оба конца которого закреплены на судовых конструкциях (стойках, мачтах, надстройках). Леер, закреплённый концами к носу и корме судна, пропускают средними частями через топы грот- и фок-мачт. Леер служит для подъёма косых парусов, ограждения палубных отверстий или открытых палуб в местах, не защищённых комингсом или фальшбортом, установки тентов, подвески шлангов при передаче жидкого топлива на ходу и других целей.
На большом волнении вдоль судна натягивают так называемые «штормовые леера́», за которые можно держаться при переходах по открытым участкам палубы.
Съёмное или стационарное ограждение верхней палубы, открытых палуб надстроек и рубок, мостиков, проёмов люков и шахт, состоящее из металлических леерных стоек и натянутых между ними лееров, называют «леерным устройством» (или «леерным ограждением»). Служит для предупреждения падения людей за борт или в трюм.